# Angelo Ciocca

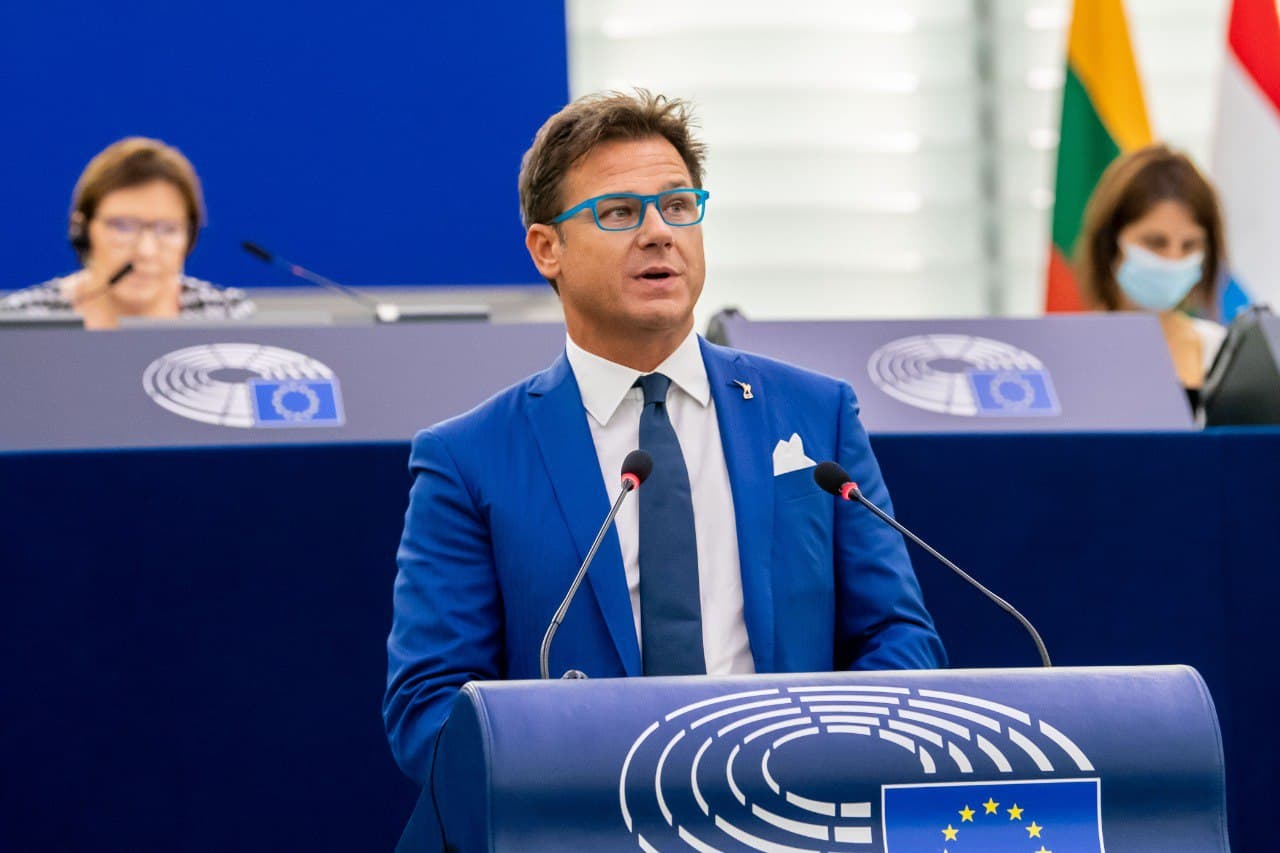
Angelo Ciocca (2021)

Angelo Ciocca (*  28. Juni 1975) ist ein italienischer Politiker und Mitglied des Europäischen Parlaments.

## Politik
Am 7. Juli 2016 trat er im Europäischen Parlament die Nachfolge von Gianluca Buonanno an.
Am 23. Oktober 2018 zertrampelte er einen Brief des EU-Wirtschafts- und Währungskommissars Pierre Moscovici zur Ablehnung des Finanzgesetzes der italienischen Regierung und brüstete sich anschließend damit, dass der Schuh in Italien produziert worden sei.

## Kontroversen
Ciocca wurde verdächtigt, 2009 in Pavia mit der italienischen kriminellen Organisation ’Ndrangheta verkehrt zu haben.

## Gerichtliche Verfahren
Im Januar 2019 wurde er im Rahmen des Strafverfahrens im Zusammenhang mit dem Rückerstattungsskandal in der Region Lombardei zu einer Haftstrafe von 1 Jahr und 6 Monaten (mit bedingter Aussetzung der Strafe und Nichterwähnung) verurteilt.